# アクティウムの海戦
アクティウムの海戦（アクティウムのかいせん、ラテン語: Actiaca pugna）は、紀元前31年9月にオクタウィアヌス支持派とプトレマイオス朝およびマルクス・アントニウス支持派連合軍の間で行われた海戦である。海戦の名は戦場がイオニア海のアクティウム沖（現在のギリシャ共和国プレヴェザ）だったことに因む。

## 背景
グナエウス・ポンペイウスの子セクストゥス・ポンペイウスが処刑され、第二回三頭政治の立役者の1人で、最高神祇官でもあったマルクス・アエミリウス・レピドゥスが失脚したことにより、ローマの政争はアントニウスとオクタウィアヌスの対立へと移った。オクタウィアヌスの姉オクタウィアと離別し、ローマとは疎遠になっていたアントニウスはプトレマイオス朝エジプトのクレオパトラ7世と結び、東方専制君主の立場でオクタウィアヌスに挑もうとした。それに対しオクタウィアヌスは紀元前32年親戚関係を考慮し、アントニウスではなくクレオパトラに宣戦布告した。

## 経過

両軍の布陣。赤がオクタヴィアヌス軍、紫がアントニウス軍

アントニウスは総司令部をペロポンネソス半島沿岸のパトラに置き、艦隊をアンブラキア湾へと集結。一方でマルクス・ウィプサニウス・アグリッパはアンブラキア湾内を封鎖、アントニウス軍の動きを封じ込めると共に補給路の遮断を狙った。翌年の前31年9月2日、アクティウム岬沖で両軍が500隻以上の艦船を投じて決戦が行われた。
兵員の数ではアントニウス・クレオパトラ連合軍が上回っていたが、両軍が少し交戦した時点でクレオパトラの艦隊が戦線を離脱し、アントニウスはこれを追って撤退したため、指揮官を失ったアントニウス軍は陸海ともに総崩れとなって潰走、オクタウィアヌスの勝利となった。

## 影響
アクティウム海戦の敗北によって、アントニウスに味方していたユダヤ王ヘロデらも離反してオクタウィアヌス側へ転向した。アントニウスはエジプトに帰還するクレオパトラの船を追った。オクタウィアヌス軍から、部下を置き去りにし女を追って戦場を後にしたと嘲笑されたアントニウスは、エジプトの首都アレクサンドリアへと逃亡した。アントニウスはクレオパトラが自殺したとの報を聞き、自らも自刃した。クレオパトラ自殺は誤報であったので、アントニウスはクレオパトラの命令で彼女のもとに連れて行かれ、彼女の腕のなかで息絶えたとされる。クレオパトラもオクタウィアヌスに屈することを拒んで自殺した。コブラに身体を噛ませての死だったと伝わっている。
オクタウィアヌスは、これにより内乱の一世紀に終止符を打ち、地中海世界の統一も果たして、自らはプリンケプスとして帝政への道を開いた。